# I.Ae. 22 DL

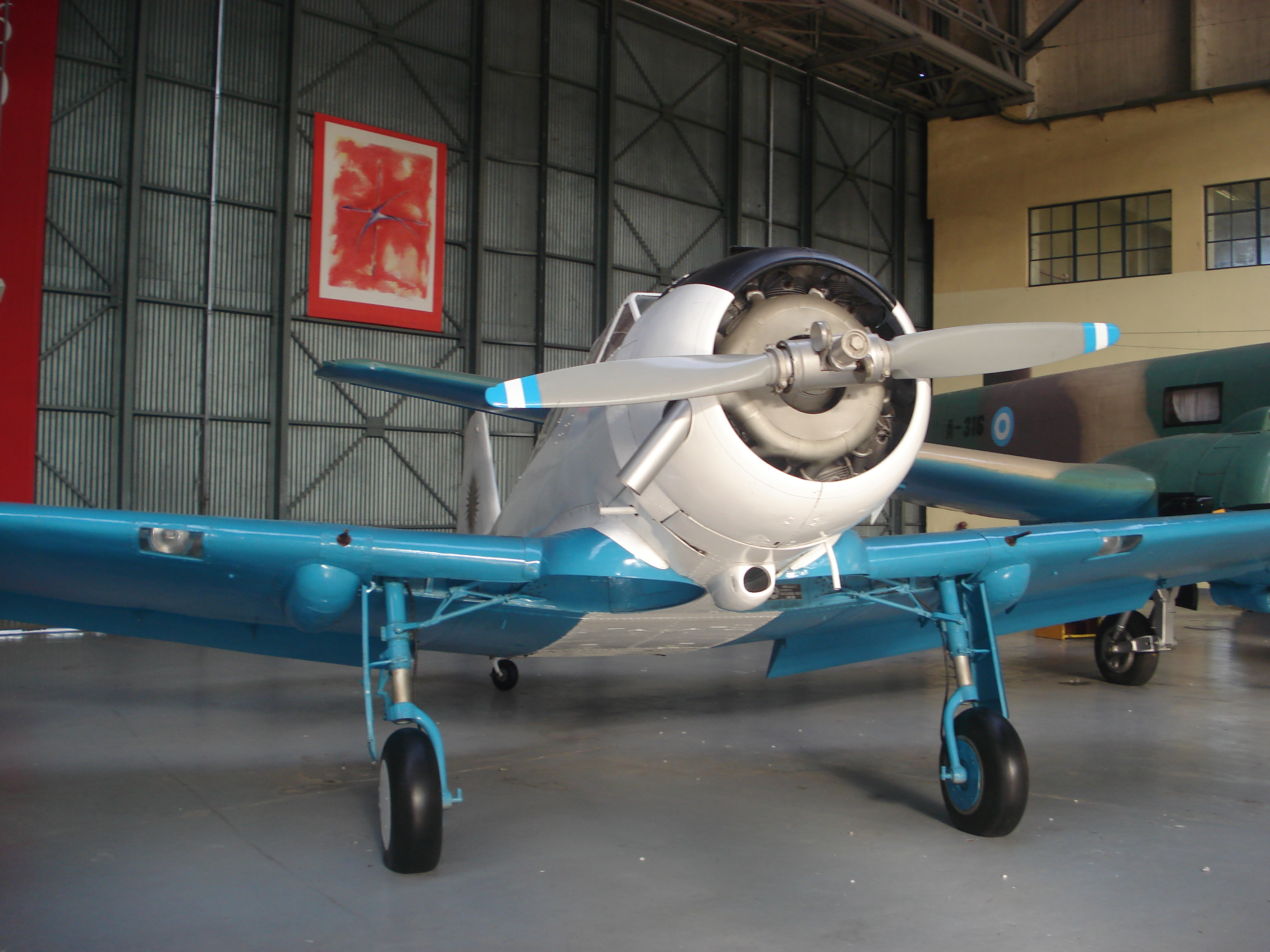
I.A.e 22 DL en exposición, en el Museo Nacional de Aeronáutica.

El I.Ae. 22 DL fue un avión de entrenamiento fabricado por la Fábrica Militar de Aviones (FMA) en la República Argentina. Fue una aeronave con cabina en tándem fabricada en madera, y la primera equipada con el motor I.Ae. 16 "El Gaucho", de concepción y construcción íntegramente nacional. Fue diseñado en 1944 para la Fuerza Aérea Argentina, donde prestó servicio con más de 200 unidades.

## Historia
Durante la Segunda Guerra Mundial la República Argentina permaneció neutral y por ello sufrió la escasez de materias primas para la aviación, en especial duraluminio aeronáutico. Asimismo la aviación mundial experimentó rápidos avances tecnológicos como consecuencia del conflicto armado.
Por ello, y ante la necesidad de continuar con el entrenamiento avanzado de los pilotos de la Fuerza Aérea Argentina, un decreto de la Presidencia de la Nación requirió al Instituto Aerotécnico (I.Ae.) el desarrollo de un avión de entrenamiento avanzado cuya construcción empleara materias primas que pudiesen encontrarse en el país.
El Instituto procedió a entregar el diseño de un avión de líneas similares al avanzado T-6 Texan estadounidense, pero que utilizaría para su construcción las tecnologías de comprensados y laminados aeronáuticos en madera desarrollados a finales de la década de 1930 por la firma británica de aviación De Havilland. Se escogió un motor radial de producción y diseño nacional, basado en gran medida en el motor Whirlwind. El proyecto fue bautizado I.Ae.22., y apodado "DL" (según se dice, por "Diente de León").
La actividad en el Proyecto I.Ae.22 permitió al Instituto relevar las maderas disponibles en el país para uso de la aviación, así como desarrollar nuevos adhesivos y procesos constructivos. Cabe destacar que el Instituto ya había realizado una tarea de evaluación altamente satisfactoria con un avión estadounidense NA-16-1P (prototipo del T-6 Texan), denominado proyecto F.M.A. 21, el cual consistía en adaptar un ala de madera de construcción nacional al fuselaje importado, a fin de evaluar las características de resistencia mecánica del nuevo plano.
El primero de abril de 1944 se empezó a construir la célula completa del prototipo en la FMA de Córdoba. La fabricación llevó poco tiempo debido a la experiencia adquirida por los técnicos argentinos, y por el interés oficial por la construcción del aparato a fin de realizar un vuelo inaugural el día del aniversario de la Declaración de la Independencia argentina, el 9 de julio. Esto obligó a que - para lograr dicha meta - se le instalase inicialmente a la célula un motor Continental R-975 "Whirlwind 9", pues la fabricación del motor nacional I.Ae.16 aún no estaba resuelta. La célula motorizada de esta forma fue concluida el 10 de mayo, y realizó su primer vuelo el 17 del mismo mes al mando del capitán Osvaldo Róvere. 

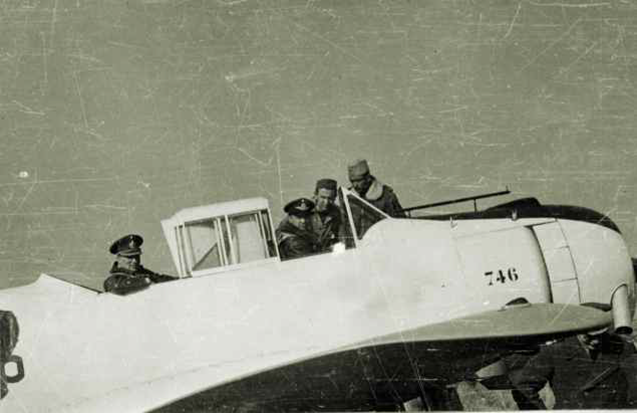
Con motivo del Día del Ejército, Juan Perón realiza un vuelo sobre Córdoba en el prototipo del I.Ae.22 "DL".

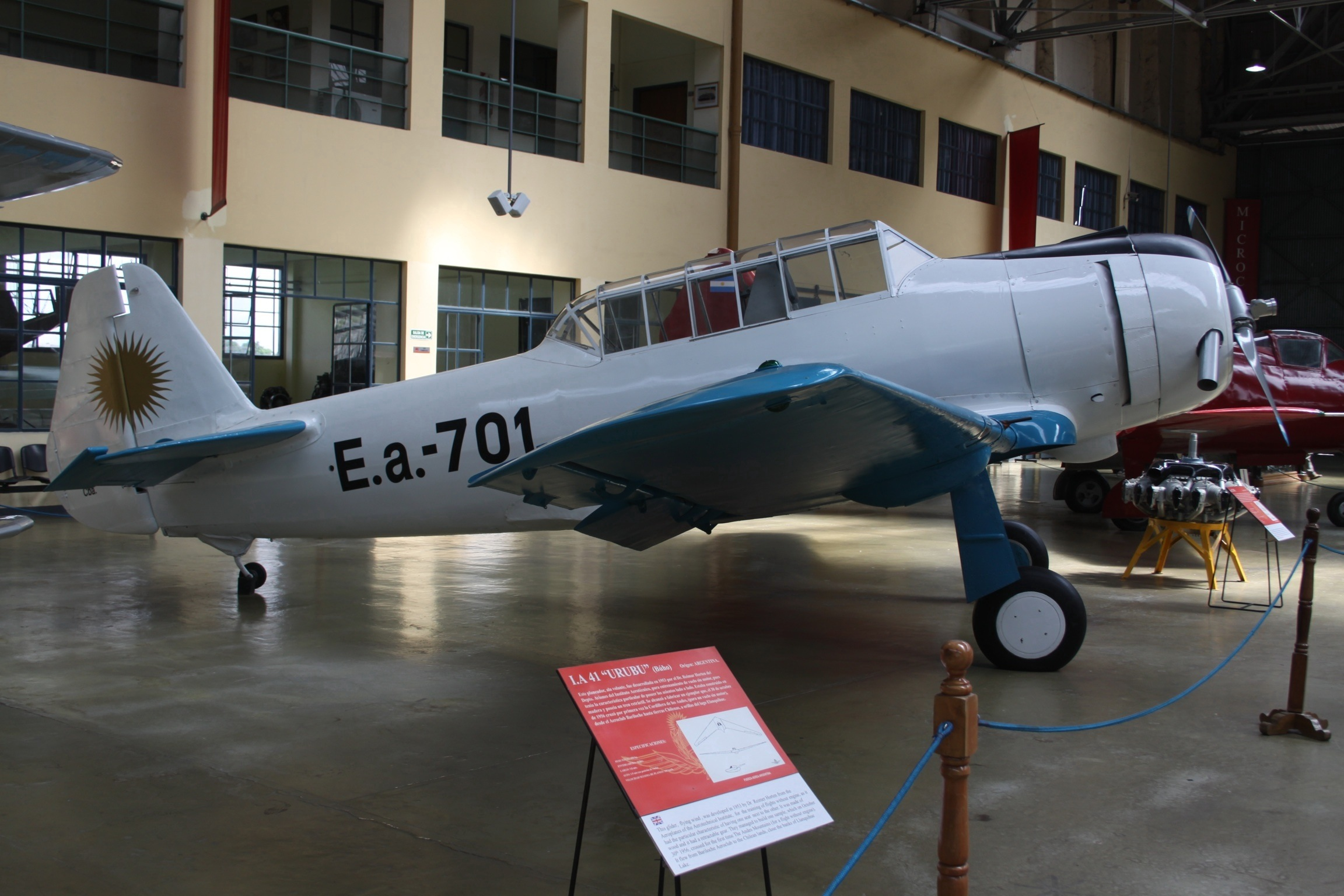
I.Ae.22 DL restaurado en el Museo Nacional de Aeronáutica, Argentina.

Con motivo del Día del Ejército Argentino, el 29 de mayo fue presentado en Córdoba con dicha motorización al por entonces Ministro de Guerra, coronel Juan Domingo Perón. Se le realizó una exposición sobre el aparato, tomando asiento en la cabina del artillero/operador de radio. El Ministro de Guerra renovó su deseo de verlo volar sobre la Capital del país durante las celebraciones del Día de la Independencia. 
Durante los días siguientes se finalizó la instalación del limitado instrumental radioeléctrico, y el 27 de junio concluyeron satisfactoriamente las evaluaciones termodinámicas en el banco de pruebas del motor I.Ae.16 "El Gaucho". Se dispuso de inmediato la labor de cambio de motor por el conjunto nacional, y el 2 de julio el I.Ae.22 vuela por primera vez con su planta motriz autóctona en un vuelo en las proximidades de la FMA. Tras acumular unas 10 horas de vuelo, se desmontan las alas del avión y se lo remite por ferrocarril a Buenos Aires, donde es rápidamente rearmado y evaluado nuevamente. Logra así el objetivo de volar en el gran desfile conmemorativo del 9 de julio de 1944 ante la ciudadanía. 
La exitosa y rápida proyección y construcción del modelo prototipo y su motor en Córdoba impresionan a la opinión pública y al Comando de Aviación Militar, el cual remite la orden de iniciar dos grandes series productivas siguiendo la modalidad descentralizada, involucrando unos 100 aparatos cada una. 
La fabricación en serie del I.Ae.22 "DL" se enmarcó en el Primer Plan Quinquenal, y permitió a la FMA subcontratar la fabricación de muchos de sus componentes a empresas privadas establecidas, lo cual conformó un polo de unas 300 fábricas y talleres (107 de las cuales nacerían para el quehacer aeroindustrial). El Instituto Aeronáutico supervisó la transferencia tecnológica requerida, suministrando asesoramiento técnico y soporte económico cuando fue necesario. Ello sentó las bases de la industria que luego posibilitaría la instalación en Córdoba de las primeras terminales automotrices de la Argentina. 
Para 1950 se totalizaron las 201 unidades programadas, lográndose una cadencia productiva muy adecuada en la Fábrica. Las unidades terminadas fueron entregándose en lotes a la Escuela de Aviación Militar (EAM) argentina, cumpliendo las funciones de entrenador avanzado de vuelo y armamento.
Sus características de vuelo, dócil, noble y maniobrero, semejaban en gran parte a la del T-6 Texan de serie inicial (el cual venía provisto originalmente con un motor de la misma categoría, 450 caballos). Frente a este, el menor peso del "DL" le proporcionaba una velocidad ascensional superior.
A partir de 1948, con la guerra ya concluida y necesitada de divisas, Inglaterra permite a sus empresas del sector aeronáutico el licenciamiento productivo y la exportación prácticamente a granel de material de uso civil y militar. La productora Armstrong-Siddeley ofrece a muy bajo precio ejemplares sobrepotenciados de los últimos modelos de sus motores "Cheetah", de 7 cilindros. Al presentar estos compatibilidad completa con la bancada del "DL", y ofrecer performances mejoradas con respecto al "El Gaucho", se decide evaluar el reemplazo. Las últimas setenta y cinco células fueron  de esta manera impulsadas con los conjuntos importados. En particular se utilizó el  Armstrong-Siddeley "Cheetah" 25 de 7 cilindros radiales y 475 caballos, el cual disponía de una unidad de velocidad constante, y movía una hélice bipala a 2.700 revoluciones por minuto. Esta versión del avión pasó a identificarse como I.Ae.22C., y poseía unas prestaciones un 10% superiores.
En 1949 la FMA adquiere las licencias y recibe los utillajes de fabricación de hélices tripala de velocidad constante de parte de la firma inglesa Rotol. Estas excelentes hélices se utilizaron en los últimos ejemplares del "DL" fabricados en la FMA. 

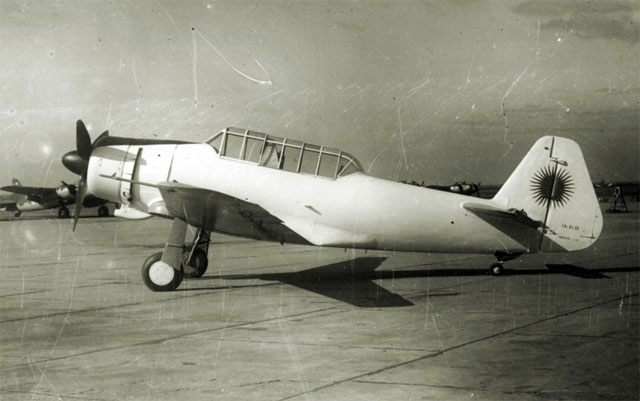
I.Ae.22C DL, con el conjunto motor Armstrong Siddeley Cheetah 25 y hélice tripala Rotol de paso constante.

Además de los constantes ejercicios de adiestramiento, su empleo en combate real incluyó el uso en las acciones del Golpe de Estado de 1955, cuando la EAM se rebela al mando Constitucional del gobierno de Juan Domingo Perón durante la llamada Revolución Libertadora. Operaron en ametrallamiento a tropas leales y el reconocimiento, cayendo algunos aparatos derribados.
Su vida operativa no fue muy amplia después de estos sucesos, en parte por el natural desgaste que sufren los aparatos construidos en madera. 
Actualmente un ejemplar se encuentra en perfecto estado de conservación en el Museo Nacional de Aeronáutica, y otro se encuentra en Área Material de Río Cuarto, también muy bien conservado y restaurado.

## Características
Se trataba de un monoplano de ala baja tipo cantilever, biplaza en tándem. Tenía cabina cerrada corrediza, y el puesto de instructor podía rotar su asiento, para emplear una ametralladora trasera que se instaló en los aviones de serie para el combate.
Su construcción era totalmente en madera contrachapada comprensada y balsa, salvo algunas secciones del carenado del motor, el empenaje y tapas del tren de aterrizaje, construidos en chapa de aluminio. El fuselaje era semimonocasco de sección oval. El empenaje era también construido en madera, con su timón forrado de tela. Llevaba tren de aterrizaje retráctil operado eléctricamente.
Su motor era un radial I.Ae.16 "El Gaucho" de 9 cilindros, que desarrollaba 450 cv a 2200 r. p. m.. Hacía girar una hélice bipala Hamilton-Standard 2M D30 de paso variable.
En la versión final I.Ae.22C, el motor Armstrong-Siddeley "Cheetah" de 475 hp impulsaba una hélice bipala o tripala Rotol de paso constante, lo que le otorgaba una velocidad final ligeramente superior de 305 km/h.
Estaba armado con dos ametralladoras alares Madsen de 7,65 mm para prácticas de tiro y ataque y una ametralladora sobre afuste rotativo en el puesto del artillero de cola. Asimismo podía operar como plataforma de lanzamiento de armamento ligero, tanto inerte (para prácticas) como vivo. Podían adosársele hasta 150 kilogramos de cargas externas en sendos lanzadores bajo el fuselaje y las alas. Normalmente la configuración típica para ataque consistía en 3 bombas rompedoras de 50 kilos, o 9 bombas de metralla de 15 kilos, así como seis cohetes argentinos de disparo eléctrico de 11 kilogramos, para tiro tendido y con un alcance de un kilómetro y medio.

## Especificaciones

### Características generales
- Tripulación: <2
- Longitud: 9,20 m
- Envergadura: 12,60 m
- Altura: 2,82 m
- Superficie alar: 23,29 m²
- Peso vacío: 1.520 kg
- Peso cargado: 2.220 kg
- Planta motriz: 1× I.Ae. 16 "El Gaucho", radial de 9 cilindros.
  - Potencia:  450 HP

### Rendimiento
- Velocidad máxima operativa (Vno): 290 km/h
- Velocidad crucero (Vc): 260 km/h
- Alcance: 1.100 km
- Radio de acción: km
- Alcance en combate: km
- Alcance en ferry: km
- Techo de vuelo: 5.200 m
- Carga alar: 96 kg/m²

### Armamento
- Ametralladoras:  dos ametralladoras fijas de 7,65 mm en las alas con cintas de 450 balas cada una. Una ametralladora orientable en el puesto posterior.
- Otros: además podían instalarse 6 cohetes de 11 kg cada uno o 3 bombas de 50 kg cada una, o bien 9 de 15 kg cada una.